# برت ووگلستین
برت ووگلستین (انگلیسی: Bert Vogelstein؛ زادهٔ ۲ ژوئن ۱۹۴۹) یک دانشمند اهل ایالات متحده آمریکا است. ووگلستین مدیر مرکز لودویگ، متخصص سرطان‌شناسی و آسیب‌شناسی در مرکز سرطان‌شناسی مؤسسه پزشکی هاورد هیوز در دانشگاه جان هاپکینز کیمل می‌باشد. وی در زمینه «ژنتیک سرطان» پژوهش می‌نماید. وی برنده جایزه بریکترو شده است.